# Насилничка прошлост (филм)
Насилничка прошлост (енгл. A History of Violence) је филм из 2005. године који је режирао Дејвид Кроненберг. Филм је базиран на истоименом стрипу Џона Вагнера и Винса Лока. Главне улоге играју: Виго Мортенсен, Марија Бело, Ед Харис и Вилијам Херт.

## Радња
Два гангстера, Лиланд Џонс и Били Орсер, путују америчком провинцијом. Напуштајући породични мотел у којем су провели ноћ, гангстери убијају његове власнике, укључујући и њихову ћерку. Одлучујући да треба да се држе подаље од великих градова, завршавају у мирном граду Милбрук у Индијани. Овај град је дом Тома Стола, цењеног власника ресторана, и његове породице, његове супруге Иди и двоје деце, Џека и Саре. Увече, непосредно пре затварања, Џонс и Орсер улазе у Томов ресторан са намером пљачке. У борби која је уследила, Том убија криминалце и бива рањен у ногу. У центру пажње је као локални херој који је спашавао животе људи, снимају га новинари и приказују на телевизији. Након повратка кући, Том примети црни крајслер 300 седан испред своје куће, што га је забринуло.
Три муштерије се појављују у Томовом ресторану ујутру. Један од њих, човек са тешким ожиљцима који себе назива Карл Фогарти, обраћа се Тому, али користи име Џои. Тврди да су они стари познаници и, штавише, у ствари, Том није оно за кога се представља. Го пријављује инцидент градском шерифу Сему Карнију, који зауставља аутомобил на путу, захтевајући од странаца да напусте град. Увече, Сем долази у кућу Стола, пита Тома о његовој прошлости и прича му о својим новим познаницима из залогајнице. Карл Фогарти је, према његовим речима, вођа ирске мафијашке групе из Филаделфије, а његови сарадници су осуђени за убиства и друге насилне злочине. Џои о коме је говорио није нико други до млађи брат Ричија Кјузака, једног од моћних чланова подземља Филаделфије.
Следећег јутра, Том седи сам у ресторану када угледа аутомобил како се зауставља, исти онај који је приметио раније у својој кући. Она изненада полети, а Том, уверен да је његова породица у опасности, жури кући, зове своју жену и захтева од ње да узме сачмарицу. Стигавши тамо, схвата да је то била лажна узбуна и даје нејасна објашњења жени и сину. Иди иде у куповину са својом ћерком Саром. У тржном центру упознаје Фогартија, који инсистира на своме, објашњавајући јој да га је Том учинио слепим на једно око. Фогарти баца сумњу у Идину душу, питајући је како се догодило да је њен муж, обични власник залогајнице, успео да заустави две окореле убице.
У школи, Томовог сина, Џека, поново малтретира група другова из разреда предвођена Бобијем, који Џека сматра слабићем. Џек експлодира и брутално туче Бобија и његове другаре, због чега је привремено избачен из школе. Том грди сина, објашњавајући да се у њиховој породици проблеми не решавају песницама, на шта је Џек дрзак, одговарајући да се у њиховој породици проблеми решавају пуцањем. Том ошамари сина и Џек бежи од куће. Иди испитује Тома о његовој прошлости, али је он уверава да је то неспоразум. Увече се у близини Томове куће појављује исти ауто са Фогартијем и друштвом, овог пута су довели Џека, којег су срели у граду и узели за таоца. Том им излази у сусрет са пиштољем. Фогарти захтева да Стол пође са њима у Филаделфију, а затим ће заузврат пустити Џека да оде. Том се поново укључује у тучу, у којој се вешто обрачунава са Фогартијевим послушницима, али га повређује гангстер. Баш када се Фогарти спрема да убије Стола, који је признао да је Џои, Џек убија кривца.
У болници избија туча између Гоа и Тома. Супруга захтева да јој каже целу истину, наводећи да је током туче испред куће видела сасвим правог Џоија о коме је Фогарти причао. Го је шокиран Томовим признањем да је он заправо брат мафијашког боса Џоија Кјузака и да је заиста убијао људе за новац, а цео његов живот је лажњак. Том покушава да објасни својој жени да је једном побегао из Филаделфије у покушају да побегне од своје криминалне прошлости, али ово признање само повећава напетост у њиховој вези.
Након што Том напусти болницу, посећује га шериф Карни и каже да у овом случају има превише сумњивих момената. Према његовим речима, гангстери не би отишли из Филаделфије у свој мали град да нису били сигурни да су пронашли праву особу. Том се спрема да призна, али Го каже шерифу да је Том онај за кога каже да јесте. Након што шериф оде, Том и Еди поново започињу тучу, која прераста у насилни секс на степеницама. Међутим, Го се све више удаљава од свог мужа.
Касно увече, Том добија позив од старијег брата из Филаделфије, који га позива да дође, наговештавајући да ће у случају одбијања сам доћи код Тома. Стал иде на састанак. На договореном месту среће га Ричијев послушник и води Тома у вилу његовог брата. Током разговора постаје јасно да старији брат намерава да се отараси млађег - својевремено су Томови поступци, посебно, како се понашао према Фогартију, унаказујући га, а каснији нестанак изазвали су велико негодовање Ричијевих партнера у злочину. посао.
Ричи наређује својим помоћницима да убију Тома, али он се обрачунава са свим бандитима, а затим убија самог Ричија. Након тога, Том се враћа кући својој породици.

## Улоге
| Глумац         | Улога                 |
| -------------- | --------------------- |
| Виго Мортенсен | Том Стол / Џои Кјусак |
| Марија Бело    | Иди Стол              |
| Ед Харис       | Карл Фогерти          |
| Вилијам Херт   | Ричи Кјусак           |
| Ештон Холмс    | Џек Стол              |
| Хајди Хејс     | Сара Стол             |
| Стивен Макхати | Лиланд Џоунс          |
| Грег Брајк     | Били Орсер            |
| Питер Макнил   | шериф Сем Карни       |

## Зарада
- Зарада у САД - 31.504.633 $
- Зарада у иностранству - 28.827.108 $
- Зарада у свету - 60.331.741 $